# Leocereus bahiensis
Leocereus bahiensis es la única especie de cactus del género Leocereus.

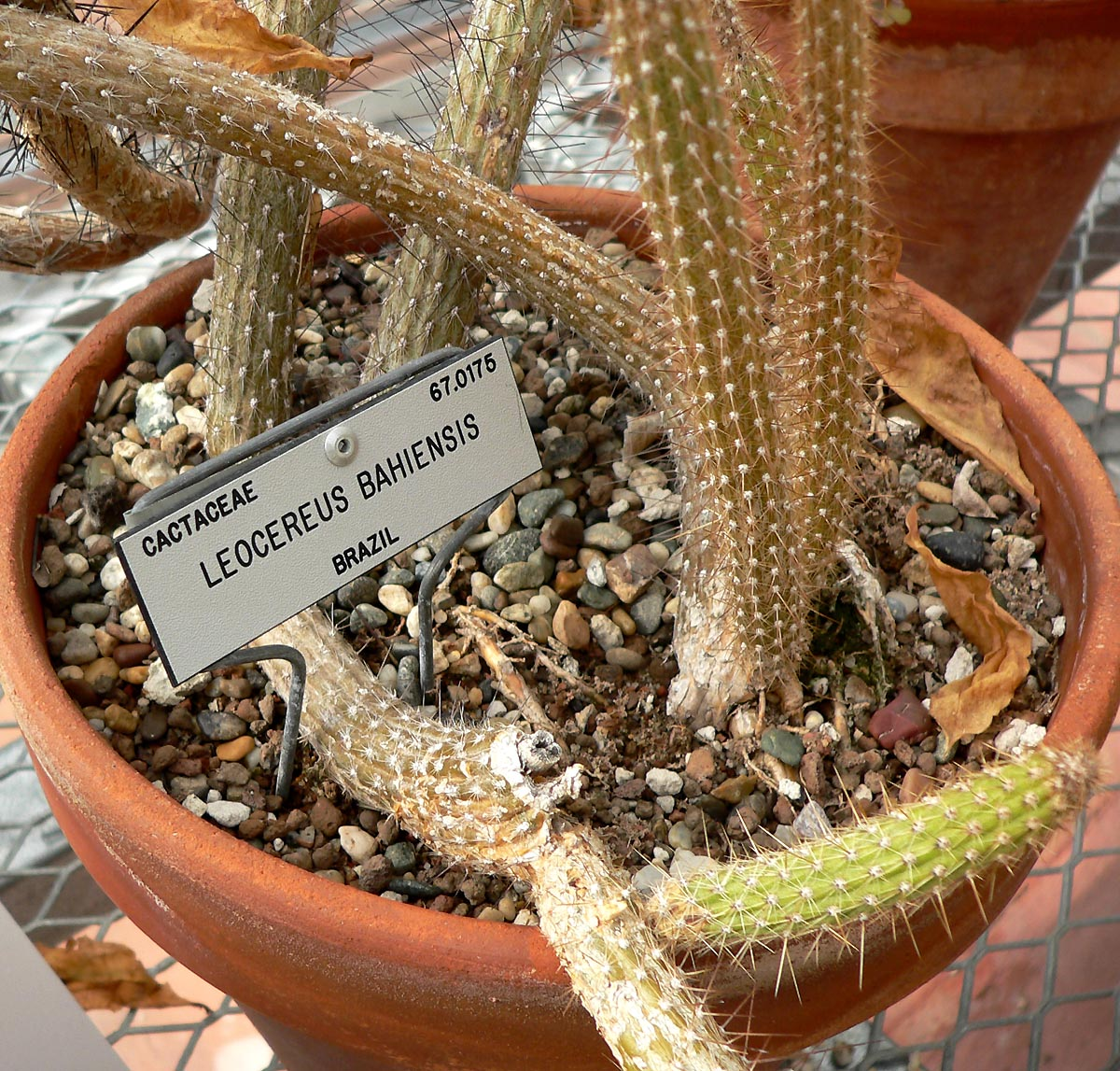
Vista de la planta

## Descripción
Leocereus bahiensis está poco ramificada en posición vertical o ligeramente extendida que alcanza un tamaño de hasta 3 metros de altura. Su tallos es de color verde oliva, cilíndrico y sus delgados brotes leñosos, de hasta 2 metros de longitud y entre 1 y 2,5 cm de diámetro. Las 10 a 19 costillas son redondeadas, contundentes y bajas. Las areolas circulares están a 4-7 milímetros de distancia y llevan de 8 a 16 delgadas espinas como agujas de color amarillento a marrón oscuro. Las flores son blancas y tubulares, de 40-57 mm de largo, tiene un diámetro de 20 a 25 milímetros y están abiertas por la noche. Ellos aparecen en el vértice. Los frutos son rojos,  esféricos a oblongas y miden 23 a 31 milímetros de largo, con un diámetro de 19-32 mm. Las semillas son negros brillantes de 1.3 a 1.8 milímetros de largo.

## Distribución y hábitat
Esta especie es endémica de Brasil oriental, donde se encuentra en Piauí, Bahía y Minas Gerais en elevaciones de 550 a 1.500 m s. n. m. La especie se encuentra dentro del Parque nacional da Chapada Diamantina, el Parque Estadual de Morro Chapéu, Parque nacional Boqueirão da Onça y el Parque nacional do Río Parnaíba.

## Taxonomía
Leocereus bahiensis fue descrita por Britton & Rose y publicado en The Cactaceae; descriptions and illustrations of plants of the cactus family 2: 108–109, f. 160–161. 1920.
Etimología
Leocereus: nombre genérico compuesto de leo en honor de Antônio Pacheco Leão (1872–1931), director del Jardín Botánico de Río de Janeiro y el sufijo Cereus.
Bahia epíteto geográfico que alude a su localización en el estado brasileño de Bahía.
Sinonimia
- Cereus bahiensis Britton & Rose
- Leocereus bahiensis ssp. barreirensis (Braun & Esteves) Braun & Esteves
- Leocereus bahiensis ssp. exiguospinus (Braun & Esteves) Braun & Esteves
- Leocereus bahiensis ssp. robustispinus (Braun & Esteves) Braun & Esteves
- Leocereus bahiensis ssp. urandianus F.Ritter
- Leocereus estevesii P.J.Braun
Leocereus urandianus F.Ritter
- Lophocereus bahiensis Orcutt[4]